# هاني نجم
هاني بن كمال نجم (ولد في الرياض عام 1962م) أستاذ وجراح قلب سعودي، يرأس قسم جراحة قلب الأطفال والبالغين في مركز كليفلاند كلينك من عام 2016م. وعين في منصب رئيس الاتحاد السعودي للتايكوندو والجودو عام 2011م. بعد التخرج بدرجة امتياز من معهد العاصمة النموذجي التحق بجامعة الملك سعود كلية الطب عام 1985م. حصل على العديد من الجوائز من بينها جائزة نوابغ العرب عن فئة الطب عام 2023م.

## التعليم
- حصل على البكالوريوس من كلية الطب في جامعة الملك سعود عام 1985م.[2]
- عين معيداً في قسم الجراحة في كلية الطب جامعة الملك سعود.
- حصل على تدريب الجراحة العامة كلية الطب جامعة الملك سعود.
- حصل في ذلك الوقت على الزمالة البريطانية في الجراحة العامة.
- حصل على بعثة عام 1989م إلى كندا لإكمال التخصص.
- حصل على الزمالة الكندية في الجراحة العامة عام 1994م.
- حصل على الزمالة الكندية في جراحة القلب والصدر عام 1996م.
- حصل على التخصص الدقيق في جراحة قلب الأطفال لمدة سنتين.
- حصل على الماجستير في أبحاث علوم القلب من جامعة تورنتو في كندا عام 1998م.

## عودته للسعودية
منذ عودته إلى المملكة العربية السعودية عام 1999 وبعد مضي أربعة عشر عام من التخصص في جراحة القلب والعلوم القلبية كرئيس لجراحة القلب الخلقية للأطفال والكبار في كليفلاند كلينك بدأ العمل أستاذاً مساعداً في كلية الطب جامعة الملك سعود.
- نُقل بتوجيه من خادم الحرمين الشريفين الملك عبد الله بن عبد العزيز آل سعود إلى الشؤون الصحية بالحرس الوطني، وتعين بعد ذلك رئيس قسم جراحة القلب للأطفال والكبار.
- بعد إنشاء جامعة الملك سعود للتخصصات الصحية عُين أستاذاً مساعداً في جامعة الملك سعود للعلوم الصحية بالحرس الوطني.

## مسيرته المهنية
- يرأس قسم جراحة قلب الأطفال والبالغين في كليفلاند كلينك بولاية أوهايو في أمريكا من عام 2016م.[2]
- رأس تحرير مجلة «جمعية القلب» السعودية.[2]
- أستاذ مشارك في تخصص الجراحة في كلية ليرنر للطب في كليفلاند.
- عمل أستاذاً مشاركاً بجامعة الملك سعود بن عبد العزيز للعلوم الصحية.[2]
- في بداية مسيرته المهنية عمل رئيساً لقسم القلب، وطوّر قسم جراحة القلب للكبارو أصبح خلال سنوات قليلة من المراكز الرائدة في المملكة العربية السعودية وعلى مستوى الشرق الأوسط، حيث يستقبل حالات كثيرة ومعقدة من مراكز قلب أخرى متخصصة. وكثير من هذه الحالات تعتبر ميئوس منها جراحيا ومع ذلك أجريت هذه العمليات بنجاح وتفوق.
- خلال رحلة التطور في قسم جراحة القلب تم زراعة أول قلب صناعي مساعد من نوعه في الشرق الأوسط من مرضى يعانون من هبوط في القلب، ويعد هذا الأمر إنجازاً على مستوى المنطقة العربية عامة وعلى مستوى المملكة العربية السعودية خاصة.[8]

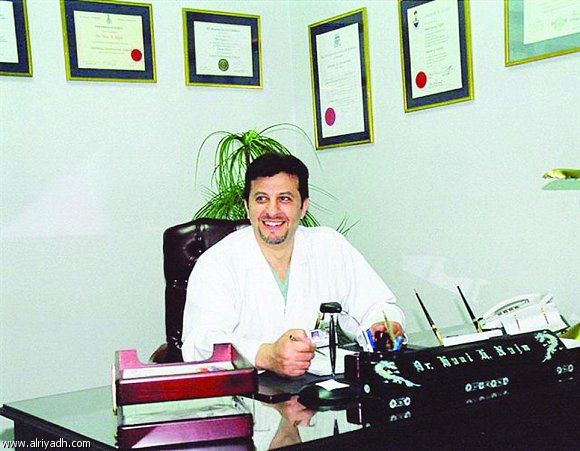
دكتور هاني نجم

### نبذة عن عملياته
خلال فترة التطور شارك في عدد من عمليات فصل التوأم السيامي بقيادة الدكتور عبد الله بن عبد العزيز الربيعة، حيث تعاني نسبة كبيرة من التوائم السياميين من تشوهات خلقية في القلب، وتبعا لذلك أجرى كثيراً من عمليات القلب المفتوح لإصلاح العيوب الخلقية في القلب بعد عملية الفصل الناجح لهم، وقد أجروا دراسات على هؤلاء السياميين وقدمت في محافل ومؤتمرات عالمية.
أجرى الدكتور نجم أكثر من 10 آلاف عملية قلب للأطفال والبالغين، واستحدث ممارسات جراحية مبتكرة واستثنائية في تخصص جراحة القلب وأمراضه الخلقية، كما شارك في عملية جراحية دقيقة لاستئصال ورم سرطاني حرج من قلب جنين بعمر 26 أسبوعاً داخل رحم والدته.
وبتوجيه من خادم الحرمين الشريفين مثل المملكة في بعثة من الحرس الوطني إلى اليمن بقيادة الدكتور عبد الله بن عبد العزيز الربيعة أجرى عمليات قلب مفتوح وعمليات جراحة عامة وجراحة أعصاب، ولا يزال مركز الملك عبد العزيز لطب وجراحة القلب يستقبل أطفال من دولة اليمن لديهم تشوهات قلبية حيث يتم علاجهم جراحيا على نفقة خادم الحرمين الشريفين.
كما كانت هناك دعوات من دول عربية مجاورة لأجراء عمليات قلب مفتوح لأن هذا النوع من الجراحة يتطلب طاقماً طبياً متكاملاً متخصصاً، وهذا غير متوفر في بعض الدول العربية المجاورة.
يقوم سنويا بعدد من المشاركات في المؤتمرات العربية والغربية لتمثيل المملكة العربية السعودية وعرض الأبحاث التي أجريت في مركز الملك عبد العزيز لطب وجراحة القلب لإطلاع العالم عن مستوى خدمات القلب في المملكة العربية السعودية، والتي تتميز مقارنة بالدول المجاورة ومعظم هذه الأبحاث قد تم نشرها في مجلات طبية في هذا المجال.
أول من قام بزراعة قلب صناعي مساعد في البطين الأيسر في المنطقة [مركز الملك عبد العزيز لأمراض القلب في مدينة الملك عبد العزيز الطبية] عام 2004.
نال منزلة رفيعة في مهارة جراحة قلب الأطفال حيث يُجري 250 عملية جراحية إلى 300 عملية جراحية للأطفال سنوياً.

### المناصب الوطنية والعالمية
- انتخب عضو في مجلس الإدارة السابقة لجمعية القلب السعودية خلال هذه السنوات الثلاثة الماضية حيث عمل جاهدا لرفع هذه الجمعية إلى مستويات عالمية حيث توجت هذه الجهود في المؤتمر التاسع عشر العلمي لجمعية القلب السعودية الذي أقيم في مدينة الرياض من 11-14 فبراير 2008 تحت رعاية الأمير سلطان بن محمد بن سعود الكبير الرئيس الفخري للجمعية. ونظمت المؤتمر جمعية القلب السعودية بالتعاون مع الشؤون الأكاديمية في جامعة الملك سعود لتخصصات الصحية في الحرس الوطني، ويعتبر أكبر مؤتمر طبي على مستوى المملكة العربية السعودية حيث شارك أكثر 2500 شخصاً وكان هناك أكثر من ثلاثمائة محاضرة و90 متحدثاً من خارج المملكة من أساتذة ورواد طب أمراض القلب من 26 دولة مختلفة من أنحاء العالم.
- انتخب ليكون رئيسا لجمعية القلب السعودية لمدة ثلاث سنوات
- انتخاب عضو مجلس الإدارة في جمعية القلب الخليجية والتي تتكون من أعضاء من كل دولة خليجية.
- شغل منصب السكرتير العام لجمعية جراحة القلب الأوروبية والآسيوية.
- كلف بأن يكون عضواً في لجنة صحة القلب المنبثقة من المكتب التنفيذي لمجلس وزراء الصحة لدول مجلس التعاون والتي من مهامها توعية الشعب الخليجي بصحة القلب.
- شغل منصب نائب رئيس جمعية القلب السعودية ورئيس الاتحاد السعودي للتايكوندو والجودو.

## الجوائز والأوسمة
- حائز على وسام الملك عبد العزيز من الدرجة الأولى [مركز الملك عبد العزيز لأمراض القلب في مدينة الملك عبد العزيز الطبية] عام 2008.[10]
- حائز على عدد من التكريمات بسبب إنجازاته في جراحة القلب داخل وخارج المملكة.
- جائزة مبادرة "نوابغ العرب" في الإمارات عن فئة الطب عام 2023م؛ تقديراً لمساهماته البارزة في تخصص الجراحة القلبية للأطفال[11] والكبار وابتكاراته الجراحية في علاج أمراض القلب الخلقية.[12][2]

## رياضية
- بطل المملكة العربية السعودية في التايكوندو عام 1984-1985-1986م.[13]
- حائز على الحزام الأسود مرتبة دان الثالث.
- حكم دولي عام 1988م.
- نائب رئيس الاتحاد السعودي للتايكوندو والجودو.
- رئيس الاتحاد السعودي للتايكوندو والجودو.
- أول رئيس للإتحاد السعودي للتايكوندو بعد انفصاله عن الجودو 2014.

## وصلات خارجية
98% نسبة نجاح عمليات القلب في صحة الحرس الوطني
المؤتمر الدولي الثالث لعلوم طب القلبب المتقدمة http://enayh.com/News/53-